# 1706 na literatura

## Nascimentos
| Data           | Nome               | Profissão                      | Nacionalidade  | Observações | Ref |
| -------------- | ------------------ | ------------------------------ | -------------- | ----------- | --- |
| 17 de Janeiro  | Benjamin Franklin  | escritor, estadista e inventor | Estados Unidos | m. 1790     |     |
| 17 de Dezembro | Émilie du Châtelet | autora e cientista             | França         | m. 1749     |     |

## Mortes
| Data | Nome | Profissão | Nacionalidade | Observações | Ref |
| ---- | ---- | --------- | ------------- | ----------- | --- |